# Austrophile
Les austrophiles (Austriacistas en castillan et Austriacistes en catalan) sont les partisans de la maison de Habsbourg en Autriche et de son prétendant au trône, l'archiduc Charles, durant la guerre de Succession d'Espagne (1701-1714). Une bonne partie d'entre eux sont enterrés au Fossar de les Moreres, où les Catalans leur rendent hommage au moment de la fête nationale de la Catalogne.

## Austrophiles contre philippistes

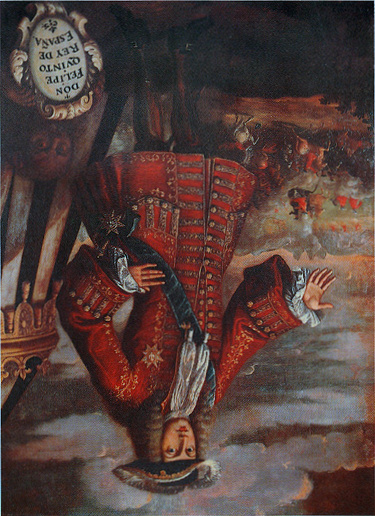
Portrait de Philippe V roi d'Espagne accroché la tête-en-bas, au Museu de l'Almodí de Xàtiva.

Les austrophiles s'opposaient aux philippistes (ou Botiflers, en catalan, une déformation de « beauté fleur »), partisans de Philippe V de la maison Bourbon de France, de laquelle est issu l'actuel roi d'Espagne Felipe VI, fils de Juan Carlos Ier.

## Spécificités régionales

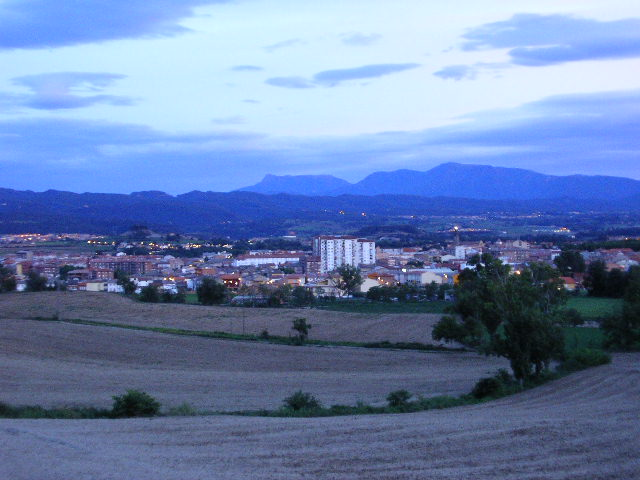
La plaine de Vic.

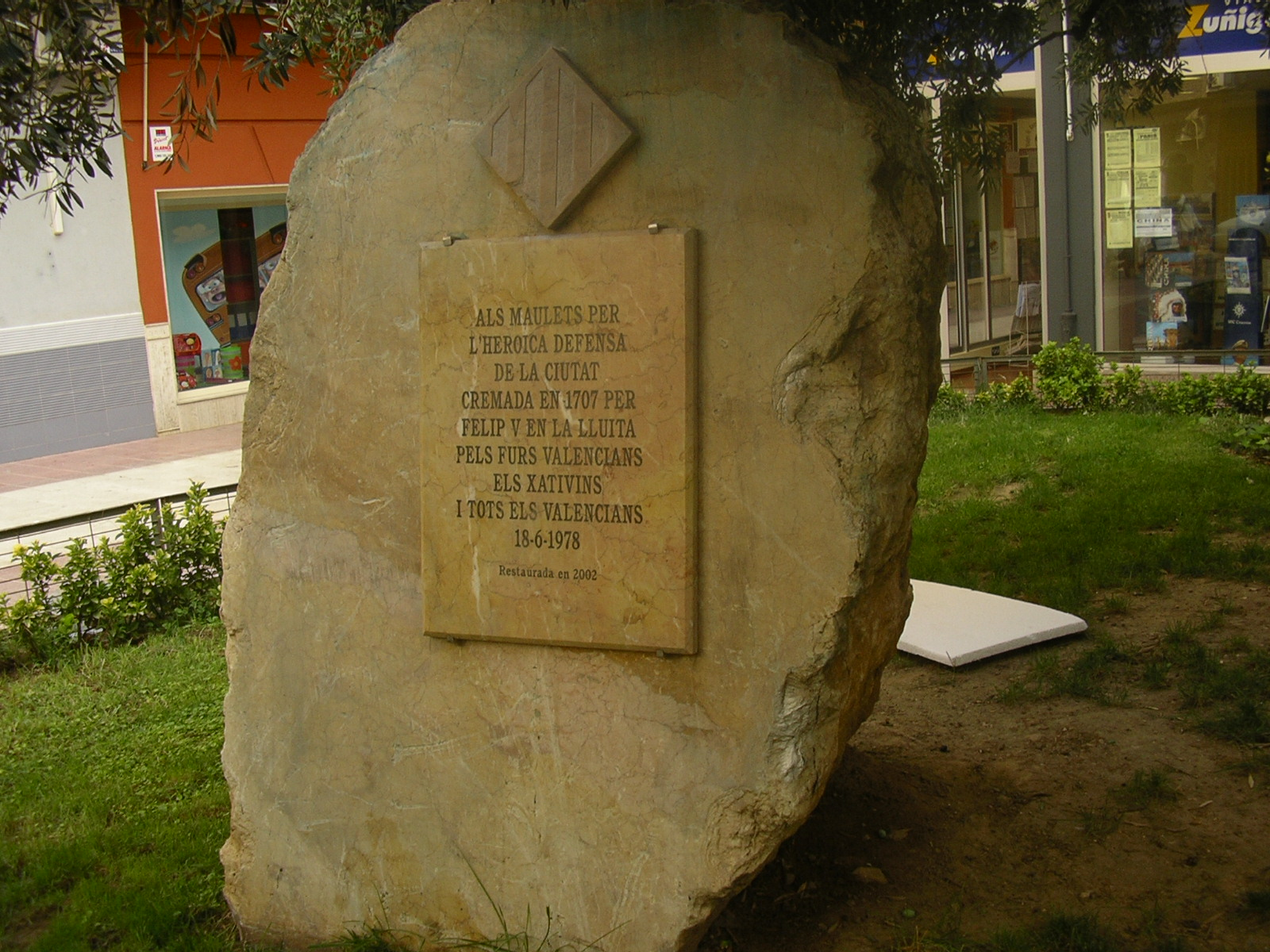
Monument aux Maulets, érigé à Xàtiva, en hommage aux austrophiles valenciens.

Les austrophiles, terme signifiant littéralement « qui aime l'Autriche », portaient plusieurs autres surnoms.
Ils étaient ainsi surnommés les Vigatans, soit le gentilé des habitants de la ville catalane de Vic ou plus largement de la plaine de Vic (Plana de Vic (en)) ; vigatana désigne un type d'espadrille à lacets. Ce surnom vient du rôle proéminent joué par les membres de la classe dirigeante de la plaine de Vic, le pacte des Vigatans (Pacte dels Vigatans (ca)), en faveur de leur champion, l'archiduc Charles d'Autriche. Le nom officiel de l'unité paramilitaire formée par les Vigatans était la Compagnie d'Osona (Companyia d'Osona (ca)), qui initia la révolte de 1705. À la suite de l'alliance anglo-catalane secrètement ratifiée par le Pacte de Gênes, les Vigatans proclament roi l'archiduc d'Autriche, sous le titre de Charles III, sur la place de Vic le 1er juillet 1705.
Les Austrophiles étaient aussi surnommés les Impériaux (imperials) en référence au Saint-Empire romain germanique, les Buses (aligots), les Autrichiens (Austríacs) ou les Allemands (Alemanys). Est aussi employé le terme de Charlistes ou Carlistes (en catalan Carlistes) en référence au prénom Charles de l'archiduc d'Autriche ; à ne pas confondre avec les Carlistes de 1830.
En valencien, ils étaient surnommés les Catalans[réf. nécessaire] ou les Maulets.

## Histoire

### 1700-1703
À Barcelone, le noyau principal de la conspiration austrophile semble s'être agglutiné autour de l'Acadèmia dels Desconfiats, institution littéraire qui se réunissait au domicile de Pau Ignasi Dalmases situé dans la rue Montcada.
Ses activités se sont surtout développées  entre 1700 et 1703 et y ont participé des personnes relevant de la société barcelonaise comme le marquis de Rubí i Castellmeià, le comte de Savallà ; le juge de l'Audiencie Josep de Rius, et Felip de Ferran, capitaine de La Coronela (en) (soulèvement de la Catalogne) durant le siège de Barcelone en 1697.

### Proclamation de Charles III de Habsbourg
La rébellion des territoires de la couronne d'Aragon face à la Castille permet la proclamation « virtuelle » du souverain Habsbourg ; à ne pas confondre avec Charles III de Bourbon qui succède effectivement à Philippe V d'Espagne.
En 1703, l'archiduc Charles d'Autriche est proclamé Charles III roi d'Espagne (en castillan Carlos III de Espana, en latin CAROLVS·III HISPANIARVM·REX) à Vienne, archiduché d'Autriche. La même année le royaume de Portugal, la marche de Brandebourg et le duché de Savoie, rejoignent la Grande Alliance en faveur de l'archiduc Charles de Habsbourg.
En 1704, les alliés de la maison de Habsbourg anglo-hollandais conquièrent Gibraltar à l'Espagne bourbonienne qui le cède à l'Angleterre en juillet 1713, par le traité d'Utrecht.
En 1705, l'archiduc Charles embarque avec une armée alliée à Lisbonne en direction de la Méditerranée. Il fait escale au royaume de Valence à Altea, et le 17 août 1705 les alliés proclament roi l'archiduc Charles dans la ville de Dénia, avec le soutien de la population. La révolte des austrophiles valenciens, les Maulets, s'étend sous l'impulsion de Joan Baptista Basset, pendant que des escadrons armés barrent la route aux philippistes dans la plaine de Vic.
La flotte de l'archiduc arrive à Barcelone le 22 août 1705. Assiégée depuis septembre par les alliés, la capitale catalane tombe aux mains des austrophiles le 9 octobre 1705 et le vice-roi de Catalogne (Virrei de Catalunya) Francisco Antonio Fernandez de Velasco signe la capitulation. Le 22 octobre 1705, l'archiduc Charles entre à Barcelone puis, le 7 novembre 1705, il prête serment aux constitutions catalanes et est proclamé roi sous le titre de Charles III de Habsbourg.
En 1706, l'archiduc Charles est proclamé roi à Saragosse. En 1707, la riposte de Philippe V conduit la principale armée austrophile sur la péninsule ibérique et donne l'avantage à ce dernier, tandis que ses alliés français progressent : le duc de Berwick se dirige en direction de l'Èbre et le marquis d'Asfeld capture les villes austrophiles méridionales du royaume de Valence. Les conséquences de l'action du marquis d'Asfeld sont la conquête des royaumes de Valence et d'Aragon à la suite de la bataille d'Almansa le 25 avril 1707.
La guerre se développe sur la péninsule ibérique et l'archiduc Charles occupe Madrid mais Philippe V la récupère. Pendant ce temps, l'Angleterre en profite pour prendre possession de Minorque aux philippistes au nom de son allié Charles III de Habsbourg, le 29 septembre 1708.
Dates clés
- 1703 : proclamation de Charles III, roi de Catalogne,
- 1705 : proclamation de Charles III, roi de Valence,
- 1706 : proclamation de Charles III, roi d'Aragon et de Majorque

## Colonie d'exilés austrophiles
Une colonie d'exilés austrophile est créée en Serbie, en 1735, sous le nom de Nova Barcelona-Carlobagen.

## Austrophiles notables
- Josep Moragues
- Pere Joan Barcelo
- Rafael Casanova i Comes